# Verdict (film)
Pour les articles homonymes, voir Verdict (homonymie).
Pour plus de détails, voir Fiche technique et Distribution.
Verdict est un film de procès français réalisé par André Cayatte, sorti en 1974.

## Synopsis
André Léoni, dont le père était un truand notoire, a véritablement été « couvé » par sa mère depuis sa plus tendre enfance. Pourtant André se retrouve un jour en cour d'assises, accusé d'un crime odieux : il aurait violé et tué une jeune femme, Annie Chartier, la fille d'un professeur lyonnais. Malgré les graves présomptions qui semblent l'accuser, André persiste à nier devant les jurés. Face à cet homme qui se prétend innocent, le président Leguen préside sa dernière affaire en cours d'assises avant de prendre sa retraite. Leguen s'acharne sur le jeune homme persuadé qu'André Léoni ment et que le milieu dans lequel il a grandi est responsable de son destin criminel. La mère d'André, Térésa, aveuglée par l'amour excessif qu'elle lui porte, va tout tenter pour sauver son fils, obligeant Leguen à transiger avec ses principes de justice et d'équité pour essayer de sauver sa femme, que Térésa Léoni a kidnappée.

## Fiche technique
- Réalisation : André Cayatte
- Scénario et adaptation : André Cayatte, Paul Andréota, Pierre Dumayet, Henri Coupon (adaptation du roman éponyme d'Henri Coupon)
- Dialogue : Pierre Dumayet
- Musique : Louiguy
- Assistants réalisateurs : Alain Bonnot, Jean-Claude Ventura, Christian Rossi, Michel Léviant
- Photographie : Jean Badal
- Son: Jean Rieul
- Montage : Paul Cayatte, assisté de Michèle Catonne
- Décors : Robert Clavel, assisté de Enrique Sonois
- Costumes : Françoise Galliard-Risler et Nicole Bize
  - Robes : Sophia Loren est habillée par Christian Dior (créées par Marc Bohan)
- Chapeaux : Jean Barthet
- Scripte : Catherine Prévert
- Photographe de plateau : Roger Corbeau
- Chef de production : Carlo Ponti
- Directeur de production : Jacques Bourdon
- Sociétés de production : PECF, Concordia Films (Paris) - Compania Cinematografica Mondiale, Champion Films (Rome) - (Franco-Italienne)
- Société de distribution : Warner Bros, Columbia
- Pellicule 35 mm, couleur par procédé Eastmancolor, Panavision
- Tournage dans les studios de Boulogne
- Date de sortie : le 11 septembre 1974
- Durée : 95 minutes
- Genre : drame psychologique

## Distribution
- Jean Gabin : M. le juge Leguen
- Sophia Loren : Térésa Léoni
- Michel Albertini : André Léoni/Joseph Léoni en photo
- Henri Garcin : Maître Lannelongue
- Gisèle Casadesus : Nicole Leguen
- Muriel Catala : Annie Chartier
- Julien Bertheau : avocat général Verlac
- François Vibert : Guichard
- Mario Pilar : Joseph Sauveur
- Jean-François Rémi : Antoine Bertolucci
- Michel Robin : Véricel
- Maurice Nasil : Cacharel
- Jean Vigny : bâtonnier
- Pierre Tabard: Toussaint Laverni
- Marthe Villalonga : concierge des Leguen
- Umberto Raho : médecin légiste
- Daniel Lecourtois: procureur général
- Jean Amos : faux inspecteur
- François Cadet : faux inspecteur
- Françoise Bette : prostituée
- Paul Bisciglia : juré
- Philippe Desboeuf : juré
- Robert Favart : professeur Chartier
- Jacqueline Fontaine : jurée (non crédité)
- Anne Kreis: joueuse de tennis
- Lucienne Legrand : automobiliste échangiste
- Armand Meffre : juré
- Umberto Orsini : docteur (non crédité)
- Gisèle Touret : Mme Chartier
- Pierre Frenkiel : Un agent
- Jean-François Bau : journaliste
- Max Doria
- Max Fournel
- David Gerson
- Claude Lochy
- Jean-Claude Magret.
- Florence Brière : Mme Guichard
- Raymond Baillet : huissier
- Michel Bonnet : un juré

## Autour du film
- Le film pose le débat sur la procédure de délibération d'un jury de Cour d'assises en France, et du principe d'intime conviction. Il pointe tout particulièrement l'article 353 du Code de procédure pénale, affiché en salle de délibération, et dont le président se doit de donner lecture au jury[1]: « La loi ne demande pas compte aux juges des moyens par lesquels ils se sont convaincus, elle ne leur prescrit pas de règles desquelles ils doivent faire particulièrement dépendre la plénitude et la suffisance d'une preuve ; elle leur prescrit de s'interroger eux-mêmes dans le silence et le recueillement et de chercher, dans la sincérité de leur conscience, quelle impression ont faite, sur leur raison, les preuves rapportées contre l'accusé, et les moyens de sa défense. La loi ne leur fait que cette seule question, qui renferme toute la mesure de leurs devoirs : " Avez-vous une intime conviction ? ". »

## Lieux de tournage
Essentiellement Lyon et alentours : Palais de justice Cour d'assises, quai Tilsitt et quai J.J. Rousseau, place Bellecour, Restaurant l'Abbaye de Collonges Paul Bocuse, Sofitel, quai du Rhône, Feyzin, Hôpital Édouard Herriot.